# Kamisarden
Kamisarden (französisch Camisards) war der Name derjenigen Hugenotten in den Cevennen, die sich bewaffnet gegen die Religionspolitik Ludwigs XIV. auflehnten. Sie waren nicht selten Abkömmlinge der Waldenser und hatten sich im 16. Jahrhundert der Reformation angeschlossen. Ein erster Aufstand der Kamisarden nach der Aufhebung des im Jahr 1598 von Heinrich IV. erlassenen Edikts von Nantes durch das von Ludwig XIV. erlassene Edikt von Fontainebleau (1685) führte zu einem latenten Partisanenkrieg, der sich während des Spanischen Erbfolgekrieges im sogenannten Cevennenkrieg (1702–1705) blutig entlud. In diesem ungleichen Krieg wurden die Kamisarden zwar von den Briten mit Geld und Waffen unterstützt, aber sie hatten mit ihren etwa 2.000 Kämpfern letztlich gegen die etwa zehnfache königliche Übermacht keine Chance zu bestehen. Der Krieg endete mit der weitgehenden Entvölkerung der Cevennen und verursachte einen erheblichen Teil der französischen Staatsschulden am Ende des Erbfolgekrieges.

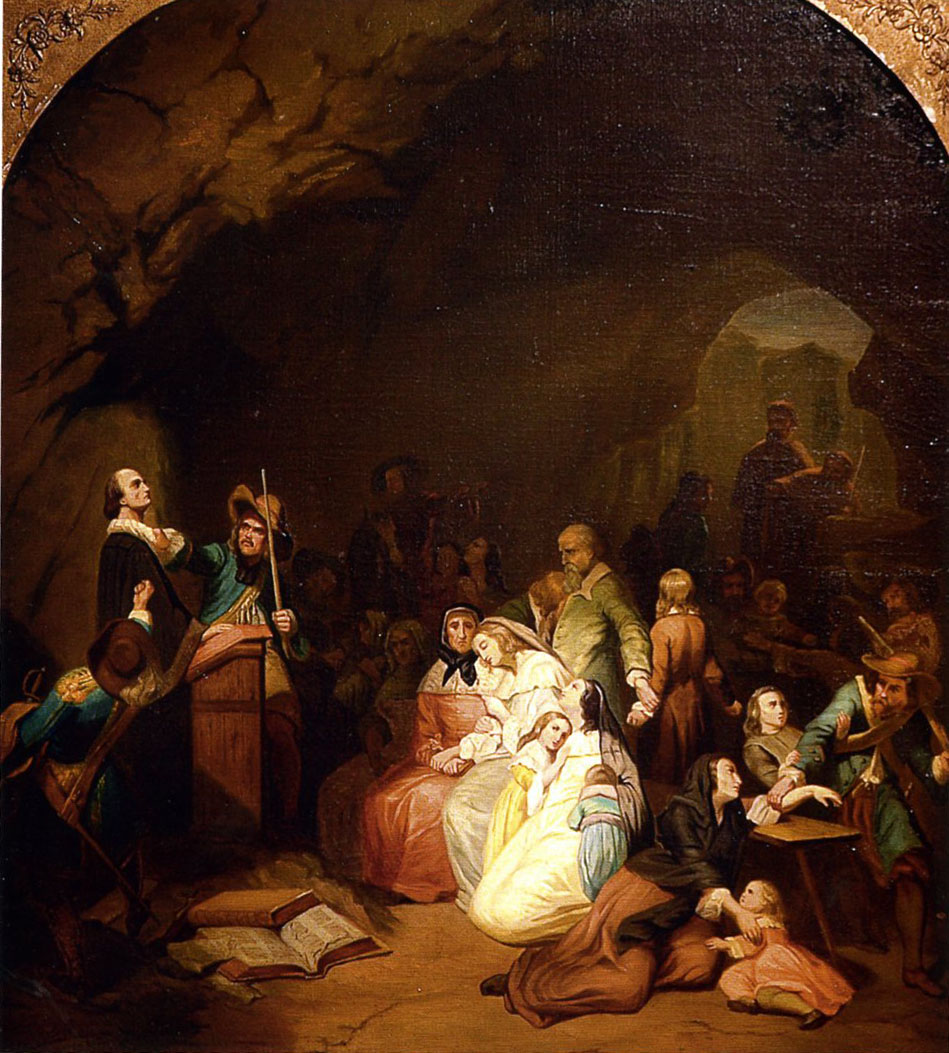
Nächtlicher Überfall auf eine protestantische Versammlung durch katholische Soldaten, Gemälde von Karl Girardet.

Der Name Camisards bedeutet wörtlich ‚Blusenmänner‘ (von mundartlich camise oder französisch chemise = ‚Hemd, Bluse‘; hiervon ist auch das französische Wort camisade, ‚nächtlicher Überfall‘, abgeleitet).

## Historischer Hintergrund und Abfolge
Als Ludwig XIV. im Jahr 1685 im Edikt von Fontainebleau das Edikt von Nantes zurücknahm, erhoben sich in den Cevennen, einer der ärmsten Gegenden Frankreichs, die Kamisarden. Die Aussendung von Soldaten und Mönchen zu ihrer gewaltsamen Bekehrung und der Terror der berüchtigten Dragonaden heizte den Widerstand zunächst an, statt ihn zu brechen. Die Wut der einfachen Bauern und Handwerker richtete sich auch gegen die Steuereintreiber, die oft ermordet und deren Häuser niedergerissen wurden.
Schon 1689 wurde dieser erste Aufstand der Kamisarden polizeilich und militärisch unterdrückt. François Langlade, der Abbé du Chaila, spürte die Zufluchtsorte der Kamisarden auf und ließ sie während ihrer Gottesdienste überfallen; einige wurden gehängt, andere eingekerkert. Wegen dieser Gewalttaten wurde der Abbé am 24. Juli 1702 mit seiner Polizeitruppe erschlagen. Die gebirgige Beschaffenheit des Landes erleichterte den Partisanenkrieg. Die etwa 2000 Kamisarden verteilten sich in Gruppen von 20 bis 50 Personen, um einen bestimmten Sektor zu verteidigen, den sie sehr gut kannten. Die Bekriegung war für den französischen König umso schwieriger, als er zugleich durch den Spanischen Erbfolgekrieg in Anspruch genommen war und seine ausländischen Gegner alles unternahmen, um die Kamisarden in ihrem Widerstand zu bestärken. Mehrere königliche Heere wurden geschlagen und zum Teil vernichtet, sodass der König zunächst 1702 den Militärkommandanten des Languedoc, Victor-Maurice, comte de Broglie, zur Niederschlagung des Aufstandes entsandte. Nachdem dieser kaum Erfolge vorweisen konnte, wurde er 1703 durch den Marschall von Frankreich Nicolas Auguste de La Baume ersetzt. Dieser konnte letztendlich mit 60.000 Soldaten erfolgreich gegen die Kamisarden vorgehen. Montrevel, ein ehemaliger Hugenotte, führte einen Krieg der verbrannten Erde. Massenweise wurden Menschen hingerichtet und das Land verwüstet; 466 Dörfer wurden zerstört. Die Kamisarden gingen ebenfalls mit äußerster Gewalt vor, in der Diözese Nîmes allein erwürgten sie 84 Priester und brannten etwa 200 Kirchen nieder.
An der Spitze der Kamisarden standen Pierre Roland Laporte, Abraham Mazel und vor allem Jean Cavalier, ein 20-jähriger Bäckerbursche aus dem Dorf Ribaute bei Anduze. Nach großen anfänglichen Erfolgen plante Cavalier, seine etwa 3.000 Mann starken Truppen in der Dauphiné mit denen Viktor Amadeus’ II. von Savoyen zu vereinigen. Die Einwohner von Nîmes, Montpellier, Orange, Uzès und anderen Städten unterstützten die Kamisarden mit allem Notwendigen; so wurden z. B. die Glocken der zerstörten Kirchen zu Kanonen umgegossen.
Im Dezember 1703 verlor Ludwig XIV. die Geduld und beschloss, das Land zu entvölkern. Bis im März 1704 wurden 474 Weiler vernichtet. Er ordnete an, dass die Bewohner kleiner Dörfer nach Kanada und Südafrika deportiert würden, aber einige konnten auf dem Weg dorthin befreit werden. Die Bewohner von Saumane aus dem Vallée Longue wurden zwei Jahre in der südfranzösischen Hafenstadt Sète gefangen gehalten und danach nach Südafrika verfrachtet, wo sie das Dorf Somane gründeten. 
Ludwig XIV. ersetzte im April 1704 Montrevel durch Claude-Louis-Hector de Villars. Dieser verkündete im Mai eine Amnestie für alle, die die Waffen niederlegten, und ließ Gefangene frei, die Treue gelobten. Dagegen ließ er jeden, der mit Waffen gefangen wurde, sofort töten und organisierte bewegliche Kolonnen, die nach allen Richtungen hin operierten. Infolge dieses Vorgehens nahm eine Gemeinde nach der anderen die Amnestiebedingungen an, und Cavalier selbst schloss am 10. Mai 1704 zu Nîmes einen Vergleich mit Villars und trat als Oberst in die Dienste des Königs.
Einige Kamisarden setzten den Kampf dennoch fort, wurden wiederholt besiegt und bis Ende 1704 unterworfen. Die Gewalttaten des James Fitzjames, 1. Duke of Berwick, der zu Beginn des Jahres 1705 als Nachfolger Villars den Oberbefehl erhielt, riefen einen neuen Aufstand hervor, zumal die Kamisarden von den Briten und Niederländern mit Geld und Waffen unterstützt wurden. Im April 1705 war jedoch auch dieser beendet, und die letzten Aufständischen wurden in Nîmes hingerichtet. In allen Kriegen zusammen kamen etwa 30.000 Menschen ums Leben, Hunderte von Dörfern in den Cevennen wurden verbrannt, und das ganze Gebiet war letztlich weitgehend entvölkert und verödet. Ein Teil der Kamisarden trat unter Cavalier, der seinen Abfall bereute und den Dienst Ludwigs XIV. wieder verließ, in britische Dienste und focht auf Seiten der Alliierten (Haager Große Allianz) in Katalonien, wo die meisten am 25. April 1707 in der Schlacht bei Almansa den Tod fanden. Cavalier ging nach Holland, England und Irland und starb 1740 als Gouverneur von Jersey.
1709 sammelte Abraham Mazel im Vivarais nochmals eine bewaffnete Truppe und unternahm 1710 einen erneuten, aber letztlich erfolglosen Versuch, den Aufstand in den Cevennen und im Languedoc zu beleben. Dabei wurde er als letzter Kamisardenanführer getötet. Nach dem Tod Ludwigs XIV. 1715 begann der reformierte Pastor Antoine Court mit dem gewaltlosen Aufbau der Kirche der Wüste, indem er eine erste Synode in Montèzes bei Monoblet einberief.

## Das Leben der Hugenotten in den Cevennen

### Das Haus
Die einfachen Häuser in den Cevennen waren zur damaligen Zeit meist aus Lehm oder Stein gemauert und mit Stroh gedeckt. Das Mobiliar beschränkte sich auf ein Minimum: Tisch, Bank, einige wenige Hocker oder Stühle sowie Truhe und Ehebett; die Kinder schliefen oft auf dem mit Stroh bedeckten Lehmfußboden. Gefertigt waren diese Möbel meist aus Kastanien- sowie aus Maulbeerbaum- und Kirschbaumholz. Außerdem mussten im Haus genügend Versteckmöglichkeiten vorhanden sein – so gab es Häuser, die doppelte Wände hatten, in denen sich ein oder zwei Personen verstecken konnten; andere Häuser warteten mit ausgehöhlten Fußböden oder unterirdischen Fluchtwegen auf. Vor allem musste verbotene Literatur wie die Bibel und reformierte Schriften versteckt werden.

### Das religiöse Leben
Da die Hugenotten aus unterschiedlichen Bevölkerungsschichten stammten, war die größte Gemeinsamkeit die gemeinsame verbotene Religion. Im Alltag wirkte sich das neben dem Hausbau (s. o.) auch auf die Hochzeit aus. Einerseits waren protestantische Trauungen verboten, andererseits wurde die katholische Hochzeit aus Gewissensgründen abgelehnt. Jedoch ließen einige ihre Kinder katholisch taufen und ins Kirchenbuch eintragen, um dem Schein nach außen zu genügen. Nach dem Edikt von Nantes ließ ein Großteil jedoch auch dies bleiben. Da Gottesdienste nach dem Edikt von Fontainebleau verboten waren, konnten Treffen nur im Verborgenen stattfinden. Nachdem die protestantische Oberschicht geflohen war, musste man Laienprediger als Pfarrer einsetzen, die durch prophetische Visionen und ekstatische Verzückungen als von Gott eingesetzt angesehen wurden. Man musste immer auf der Hut sein, da die Truppen des Königs bei denen, die in ihren Augen Ketzer waren, keine Gnade kannten. So wurden Gottesdienste oftmals nachts und im Freien abgehalten. Felsschluchten, Täler, Wälder gaben den Hugenotten Schutz und ließen im Fall eines Angriffs der Truppen auch Fluchtmöglichkeiten zu. Um zu diesen Gottesdiensten zu gelangen, nahmen die Gläubigen lange, beschwerliche Fußmärsche auf sich. Zu dieser Zeit nannten sich die Hugenotten auch Kirche der Wüste. Heute noch wird an diese Zeit als le Désert erinnert.

### Die Pfarrer
Abgehalten wurden diese Gottesdienste von Predigern, die sich später mit ausgebildeten Pastoren zusammentaten, um eine geregelte Ausbildung zu erlangen. Die Ausbildung dieser Wüstenpfarrer bestand z. B. darin, dass der Schüler sich die Predigten seines Pfarrers anhörte und auswendig lernte, um sich so die Struktur einer Predigt anzueignen. Der Lohn eines ordinierten Pfarrers betrug 53 Sou, doch nur selten konnte der ganze Lohn ausgezahlt werden, sodass da sie von ihren Gemeindemitgliedern versorgt wurden. Sie führten über jede Taufe und jede Heirat genauestens Buch, so dass nahezu jedes Gemeindemitglied in ihren Unterlagen auftauchte. Daher mussten diese Aufzeichnungen gut versteckt werden. Eine Beerdigung wurde von den Wüstenpfarrern nur selten vorgenommen, da es Wochen dauern konnte, bis sie an den Ort kamen, an dem der Tote gewohnt hatte. Die Toten wurden außerhalb der Friedhöfe bestattet, da die Kamisarden die Sakramente der katholischen Kirche nicht annehmen wollten.

### Die Strafen
Die Art der Bestrafung für das Bekenntnis zur Reformierten Kirche war vielfältig und willkürlich. Möglich waren nach Ermessen des Richters der Tod durch Hängen oder Enthaupten. Andere erwartete ein Leben als Galeerensträfling; in Forschungen des 19. Jahrhunderts ging man noch von 2.000 bis 5.000 zum Galeerendienst verurteilten aus (vgl. Pierre Jurieu und Élie Benoît). Diese Zahl gilt heute als zu hoch angesetzt. In den Matrikeln der Galeeren sind 1.550 Männer verzeichnet, die aufgrund ihres protestantischen Glaubens auf die Galeeren kamen. In diesen Listen werden sie stets mit dem Kürzel RPR (für religion prétendue réformée – „so genannte reformierte Religion“) vermerkt. Unter diesen 1.550 befinden sich auch um die 60 Katholiken, die als Fluchthelfer oder Schlepper versucht hatten, Protestanten illegal aus Frankreich zu bringen. Viele der verurteilten Frauen und Männer wurden auf lange Zeit in Gefängnissen eingesperrt. Das Gefängnis war meist ein unterirdisches Verlies, in dem die Menschen in drangvoller Enge gehalten wurden. Ihr Bett waren Strohmatten, das Essen bestand aus 1,5 Pfund Brot am Tag und Wasser. Das wohl bekannteste Schicksal einer Gefangenen ist wohl das der Marie Durand. Sie wurde als 19-Jährige im Wehrturm Tour de Constance in Aigues-Mortes am Mittelmeer eingesperrt und 38 Jahre später begnadigt und entlassen. Gründe für diese Strafe waren, dass ihr Bruder Wüstenpfarrer war und sie außerhalb der katholischen Kirche geheiratet hatte. Eine Freilassung konnte normalerweise nur unter der Auflage geschehen, dass man seinem reformierten Glauben abschwor. Doch ebenso wie Marie Durand taten das die wenigsten.

## Nachwirkungen
Die Flucht vieler hugenottischer Prediger aus den Cevennen in die protestantischen Nachbarländer Frankreichs führte in London zur Gründung der Gemeinde der French Prophets und trug in Deutschland zur Entstehung der sogenannten Inspirationsgemeinden bei. Viele deutsche Inspirierte wanderten im 19. Jahrhundert in die USA aus, wo ihre Nachfahren heute in den Amana Colonies leben.
Das Thema des Cevennenkriegs wurde in der deutschen Literatur des 19. Jahrhunderts mehrfach aufgegriffen. So hat Isaac von Sinclair eine Dramentrilogie darüber geschrieben und von Ludwig Tieck stammt die Novelle Der Aufruhr in den Cevennen. Eugène Sue schrieb den Roman Die Fanatiker oder der Religionskrieg in den Cevennen in 14 Bänden.
Auch die Maquisarden knüpften teilweise wieder an die Tradition der Kamisarden an.